# Acherontia
Acherontia is een geslacht van vlinders uit de onderfamilie Sphinginae van familie pijlstaarten (Sphingidae).

## Soorten
- Acherontia atropos (Linnaeus, 1758) - Doodshoofdvlinder
- Acherontia lachesis (Fabricius, 1798)
- Acherontia pseudatropos Röber, 1933
- Acherontia styx Westwood, 1847

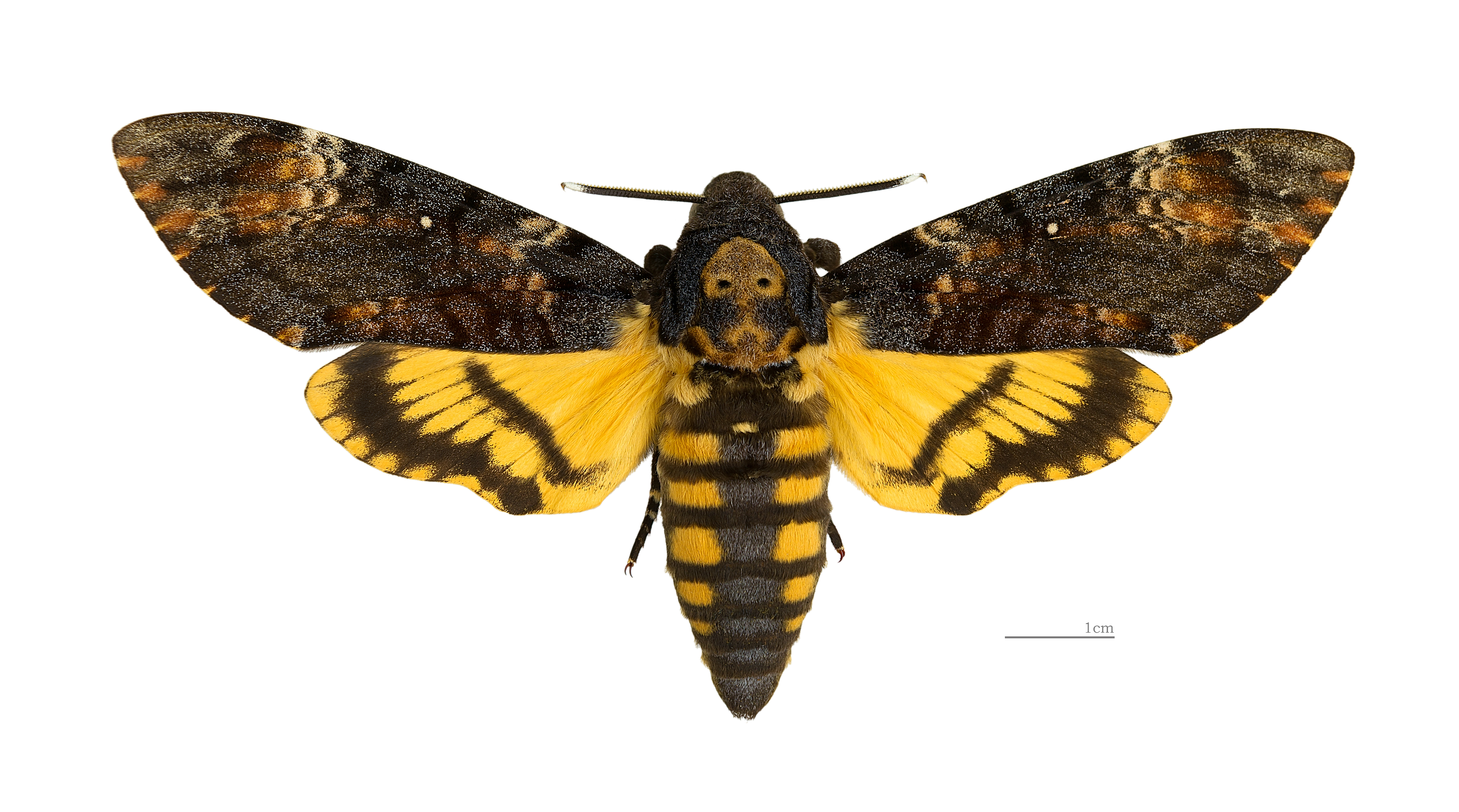
Doodshoofdvlinder (Acherontia atropos)
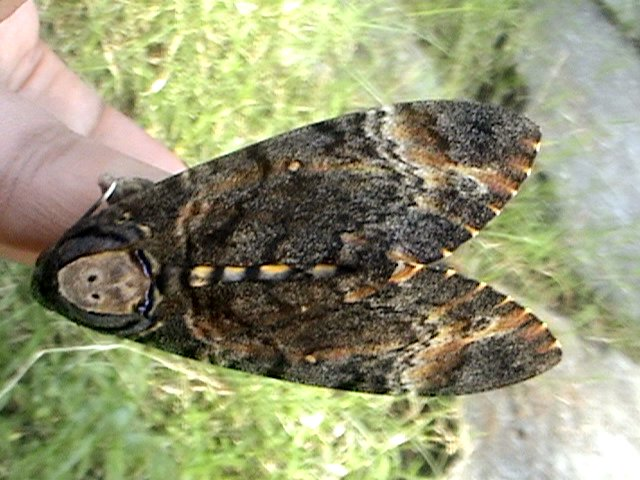
Acherontia styx
Acherontia in de Iconographia Zoologica

## Namen
De wetenschappelijke namen van drie vlinders uit het geslacht Acherontia verwijzen naar verschillende met de dood geassocieerde onderwerpen uit de Griekse mythologie. De geslachtsnaam Acherontia verwijst naar de mythische 'rivier van de pijn', Acheron.
De naam van A. atropos verwijst naar Atropos, een van de drie schikgodinnen uit de Griekse mythologie. Atropos is degene die iemands draad afknipt als zijn tijd gekomen is, waarna de met de levensdraad verbonden persoon sterft.
De tweede soort, Acherontia lachesis, is vernoemd naar een andere schikgodin, Lachesis. Zij is degene die de draad afmeet en aldus beslist hoelang iemand nog te leven heeft.
De derde soort, Acherontia styx, is vernoemd naar de rivier de Styx, de rivier die de bovenwereld scheidt van de onderwereld.